# Халл, Альберт

Альберт Уоллес Халл (Albert Wallace Hull, 19 апреля 1880 — 22 января 1966) — американский физик-радиотехник, изобретатель, технолог. Халл разработал технологию надёжных спаев металла и стекла на основе платинита и в 1924—1926 подготовил выпуск первых серийных тетродов. Халл изобрёл вакуумный грозозащитный разрядник, динатрон (1914—1918), магнетрон (1921), тиратрон (1927—1929). Дав своим изобретениям греческие имена, он заложил традицию развития языка радиотехники в англоязычном мире.
Вся научная деятельность Халла прошла в исследовательской лаборатории General Electric в Скенектади. Работы трёх экспериментаторов — Халла, Ленгмюра и Кулиджа заложили научный и технологический фундамент, на котором развивалось радиотехническое отделение General Electric.

## Биография
Халл вырос на молочной ферме в Коннектикуте. В детстве, работая по хозяйству, он вряд ли мог рассчитывать на университетское образование. В школе ему посчастливилось встретиться с талантливым педагогом-филологом — студентом Йельского университета, зарабатывавшего на обучение учительством в сельской школе. Халл, с его слов, буквально заразился античной культурой и за год-другой освоил древнегреческий язык. Окончив школу, он с сотней долларов в кармане уехал в Иельский университет, поступил на филологической отделение, и уже спустя четыре месяца получил приглашение преподавать греческий язык. Во время учёбы он также репетиторствовал математику и физику, но самими науками не интересовался. По окончании университета Халл устроился преподавателем немецкого и французского языков в частную школу в Олбани. Преподавание современных языков мало интересовало его, и Халл решил сменить специальность — он поступил в магистратуру отделения физики Иельского университета, получил диплом физика и затем проработал пять лет в физической лаборатории Вустерского политехнического института. Лабораторные исследования недавно открытого фотоэффекта не приносили особых успехов до тех пор, пока жена Халла буквально не вытащила его на проходившее в Нью-Хейвене собрание Физического общества. Халла приметили приехавшие на собрание Ирвинг Ленгмюр и Уильям Дэвид Кулидж из исследовательской лаборатории General Electric в Скенектади, и в начале лета 1913 руководитель лаборатории Уилли Уитни предложил Халлу сезонную работу в GE.
В возрасте тридцати четырёх лет Халл впервые попал в обстановку действительно передовой научной лаборатории. В 1914 году Халл изобрёл «динатрон» — трёхэлектродную электронную лампу с ярко выраженным динатронным эффектом. За ним последовал «плиодинатрон», совмещавший идеи динатрона Халла и «плиотрона» Ленгмюра. Эти лампа не пошли в серию, но дали возможность практического изучения вторичной эмиссии и отрицательного сопротивления.
В 1915 году Халл заинтересовался работами Уильяма Брэгга по спектроскопии. К этому времени Брэгг сумел экспериментально изучить и описать ряд кристаллических структур, но кристаллическая структура железа не поддавалась расшифровке. Работы Халла по кристаллографии железа имели два побочных результата. Во-первых, Халл, независимо от Дебая и Шеррера, разработал метод порошкового диффракционного анализа кристаллов (метод Дебая — Шеррера или метод Дебая — Шеррера — Халла). В 1923 году работы Халла по кристаллографии металлов были удостоены медали Поттса. Во-вторых, при разработке блока питания рентгеновской установки Халл впервые применил, а затем запатентовал схему кенотронного выпрямителя c П-образным CLC-фильтром. Именно такие фильтры впоследствии применялись в большинстве американских радиоприёмников.
После вступления США в Первую Мировую войну Ленгмюр, Кулидж и Халл были мобилизованы на разработку противолодочных средств для флота. Работая на закрытой базе ВМФ в Нэханте, они разработали акустические системы C-tube и K-tube, поставленные на вооружение в 1918 году и использовавшие пьезоэлектрические детекторы на кристаллах сегнетовой соли.
В 1920 году Халл выдвинул идею магнетрона — радиолампы, генерирующей колебания при взаимодействии потока электронов с магнитным полем. В те годы в радиотехнике сложилась патовая ситуация: основные технические решения вакуумной техники уже были найдены, но ключевые патенты на мощные вакуумные лампы принадлежали трём недружественным корпорациям. Чтобы обойти патентный тупик, Халл и предложил конструкцию лампы с магнитным, а не электростатическим, управлением током. Халл и Элдер успешно изготовили и испытали первый линейный магнетрон, а в 1929 — «акситрон», магнетрон, управляемый током накала катода. Лампа Халла-Элдера доказала свою работоспособность, но не смогла решить патентный кризис. Выпуск мощных ламп стал возможен только после того, как RCA получила контроль над всеми необходимыми патентами. Изобретение Халла оказалось не востребованным до конца 1930-х годов. В 1940 году британцы Рэндалл и Бут развили идеи Халла и изобрели резонансный магнетрон, ставший основным типом излучателя радиолокационных установок. Другим направлением работ Халла, непосредственно связанным с проектированием мощных радиоламп, стали исследования спаев металла и стекла. Халл и Луис Нейвиса определили круг пригодных для спайки сплавов, нашли формулу идеального сплава (платинит или фернико) и разработали базовые технологии спайки таких сплавов со стеклом.
В 1923 году Халлу поручили исследование природы шумов в триодах. Снижение уровня шума, который в тогдашних триодах был запретительно велик, позволило бы строить на триодах совершенные супергетеродинные приёмники. Халл установил, что основной преградой на пути к гетеродину являлся дробовой шум. Одним из способов решения проблемы был бы переход от триода к экранированной лампе (тетроду), впервые предложенной Вальтером Шоттки в 1918. В 1924—1925 группа Халла активно экспериментировала с тетродами, и в ноябре 1926 представила на рассмотрение RCA, основному заказчику GE, перспективный образец для массового производства. В октябре 1927 года он пошёл в серию под именем UX222.. Другим направлением работы Халла стало изучение механизма разрушения катодов в вакууме и в газовых средах. Халл определил условия безопасной работы катодов, что позволило ему создать практические образцы газонаполненных вентилей — «фанотрон» и тиратрон. Тиратрон, по мнению биографов Халла, и стал его важнейшим изобретением. Именно Халл спроектировал тиратронные инверторы, установленные на первой демонстрационной ЛЭП постоянного тока в США.
В 1920-е годы GE активно использовала образы Ленгмюра, Кулиджа и Халла в пиаре. Пресса представляла экспериментаторов безупречными героями своего времени, за лабораторией GE закрепилось прозвище «дома чудес» (англ. The House of Magic). В 1929 году Халл был избран членом Национальной академии наук США, в 1942 году — председателем Американского института физики. К моменту выхода на пенсию в 1949 году Халл был автором 94 патентов и 74 научных статей.